# Episodi di Hooperman (prima stagione)
La prima stagione della serie televisiva Hooperman è stata trasmessa in anteprima negli Stati Uniti d'America dalla ABC tra il 23 settembre 1987 e il 18 maggio 1988.
| nº | Titolo originale                            | Titolo italiano | Prima TV USA      | Prima TV Italia |
| -- | ------------------------------------------- | --------------- | ----------------- | --------------- |
| 1  | Hooperman                                   |                 | 23 settembre 1987 |                 |
| 2  | The Answer My Friend Is Passing in the Wind |                 | 30 settembre 1987 |                 |
| 3  | Don We Now Our Gay Apparel                  |                 | 7 ottobre 1987    |                 |
| 4  | Aria da Capo                                |                 | 14 ottobre 1987   |                 |
| 5  | John Doe, We Hardly Knew Ye                 |                 | 28 ottobre 1987   |                 |
| 6  | The Shooting                                |                 | 4 novembre 1987   |                 |
| 7  | Hot Wired                                   |                 | 18 novembre 1987  |                 |
| 8  | Baby Talk                                   |                 | 25 novembre 1987  |                 |
| 9  | Blues for Danny Welles                      |                 | 2 dicembre 1987   |                 |
| 10 | I, Witness                                  |                 | 9 dicembre 1987   |                 |
| 11 | Deck the Cell with Bars of Folly            |                 | 23 dicembre 1987  |                 |
| 12 | The Naked and the Dead                      |                 | 6 gennaio 1988    |                 |
| 13 | The Snitch                                  |                 | 13 gennaio 1988   |                 |
| 14 | Chariots of Fire                            |                 | 20 gennaio 1988   |                 |
| 15 | High Noon                                   |                 | 3 febbraio 1988   |                 |
| 16 | Blaste from the Past                        |                 | 10 febbraio 1988  |                 |
| 17 | Tomato Can                                  |                 | 9 marzo 1988      |                 |
| 18 | Me and Mr. Magoo                            |                 | 16 marzo 1988     |                 |
| 19 | Baby on Board                               |                 | 6 aprile 1988     |                 |
| 20 | Trudy and Clyde                             |                 | 13 aprile 1988    |                 |
| 21 | Nick Derringer, P.I.                        |                 | 4 maggio 1988     |                 |
| 22 | Surprise Party                              |                 | 18 maggio 1988    |                 |